# 8 (číslo)
Osm je přirozené číslo, které následuje po číslu sedm a předchází číslu devět.
Číslo osm zapisujeme
- zpravidla osmičkou, arabskou číslicí „8“, původně (indicky) „٨“; tutéž číselnou hodnotu má i hebrejské písmeno chet
- výjimečně (a téměř výhradně jako řadová číslovka) také římskou číslicí VIII.

## Matematika
Osm je třetí nejmenší složené číslo. Je třetí mocninou čísla dvě, jeho jedinými děliteli jsou tak předchozí mocniny čísla dvě: 1, 2 a 4.
Je to Fibonacciho číslo a zároveň Tetranacciho číslo.
Osmičková soustava
Číslo osm je základem osmičkové (oktalové) soustavy, která se používá například v Unixu pro zápis práv k souborům nebo v některých programovacích jazycích k zápisu číselných konstant.
Bajt
Osm je počet bitů, elementárního množství informace, v jednom bajtu.
Osmiúhelník je rovinný geometrický útvar, mnohoúhelník s osmi vrcholy a osmi stranami.
Pravidelný osmistěn (oktaedr) má 8 stěn, rovnostranných trojúhelníků. Patří mezi mnohostěny, speciálně mezi takzvaná platónská tělesa, ma 6 rohů a 12 hran.

### Symbol ∞
Tvar arabské číslice osmičky je po otočení o 90 stupňů je základem pro znak nekonečna: ∞. Ten zavedl anglický matematik John Wallis v 17. století.

## Věda
- 8 je protonové číslo kyslíku
- Sluneční soustava má 8 planet
- Koordinační číslo (počet nejbližších sousedů) částice (atomu, iontu či molekuly) v krystalové struktuře tvořené prostorově centrovanými elementárními buňkami je 8
- Vřeckovýtrusé houby mají zpravidla ve vřecku 8 výtrusů
- Latinský a anglický název pro chobotnici je Octopus, vlastně „osminoh“.

## Náboženství a mytologie
- V rámci judaismu odpovídá číslo osm řádu nadpřirozena.[2] Podle Tóry má být osmého dne po narození obřezán každý syn Izraele,[3], k oběti je vhodné košer dobytče bez vady, které je starší osmi dnů.[4] a velekněz měl při službě ve stanu setkávání a později v jeruzalémském chrámu nosit osm oděvů.[5]
- V Číně je číslu osm přikládán velký význam; znamená také „mnoho“. Hongkongská městská čipová karta sloužící jako jízdní doklad v místní dopravě nese název „Octopus“ (latinsky a anglicky chobotnice, původně ve starořečtině "osminoh"), původní čínský název znamenal „průkaz osmi příjezdů“, ve volném překladu „dostat se kamkoliv“. Logem karty je Möbiův pás v podobě znaku nekonečna, vlastně ležaté arabské číslice 8.[6]

## Hudba
- Evropská hudba je založena na oktávě, 8 základních tónech diatonické stupnice.

## Vojenství
- Kontubernium – jednotka o osmi mužích v armádě starověkého Říma (slovo kontubernium má však i jiné významy)

## Doprava
- Linka 8

## Roky
- 8
- 8 př. n. l.